# Andrew Willows
Andrew Willows, född den 1 oktober 1980 i Kingston, Ontario, är en kanadensisk kanotist.
Han tog bland annat VM-silver i K-2 500 meter i samband med sprintvärldsmästerskapen i kanotsport 2006 i Szeged.